# Sono aggrappata a te
Sono aggrappata a te è un singolo della cantautrice italiana Angelina Mango, pubblicato il 16 febbraio 2021 come secondo estratto dal primo EP Monolocale.

## Descrizione
Il brano è stato scritto e prodotto dalla stessa cantautrice.

## Tracce
Testi e musiche di Angelina Mango.
1. Sono aggrappata a te – 4:12